# Золотая медаль имени С. М. Соловьёва
Золотая медаль имени С. М. Соловьёва — научная награда Российской академии наук, присуждаемая «за большой вклад в изучение истории», как отечественной, так и всеобщей. Учреждена в 1994 году и присуждается каждые пять лет, начиная с 1999 года. Названа в честь выдающегося русского историка Сергея Михайловича Соловьёва.

Внешний вид медали
Обратная сторона медали

## Награждённые медалью
- 1999 — академик РАН Валентин Лаврентьевич Янин — за серию работ: „Я послал тебе бересту…“, „Новгород и Литва. Пограничные ситуации XIII—XV вв.“, „Актовые печати Древней Руси Х — XV вв.“
- 2004 — доктор исторических наук Виктор Петрович Данилов — за цикл монографий и документальных публикаций по истории российской деревни советского периода: „Советская доколхозная деревня: население, землепользование, хозяйство“, „Советская доколхозная деревня: социальная структура, социальные отношения“, „Крестьянская революция в России. Серия сб. документов“, „Советская деревня глазами ВЧК-ОГПУ-НКВД. Серия сб. документов“, „Трагедия советской деревни. Серия сб. документов“
- 2009 — член-корреспондент РАН Сергей Павлович Карпов — за монографию „История Трапезундской империи“
- 2014 — доктор исторических наук Пётр Петрович Черкасов — за цикл работ по истории российско-французских отношений в XVIII—XIX вв.: „Елизавета Петровна и Людовик XV. Русско-французские отношения 1741—1762“, „Екатерина II и Людовик XVI. Русско-французские отношения, 1774—1792“, „Русский агент во Франции. Яков Николаевич Толстой (1791—1867 гг.)“
- 2024 — доктор исторических наук, профессор РАН Андрей Сергеевич Усачёв — за монографию «Книгописание в России XVI века: по материалам датированных выходных записей. Т. 1-2»